# برث وايلدكاتز
برث وايلدكاتز (بالإنجليزية: Perth Wildcats)‏ هو فريق كرة سلة أسترالي تأسس في سنة 1982 يقع في برث. يلعب في الدوري الأسترالي لكرة السلة.

## وصلات خارجية
- الموقع الرسمي